# Abdelmalek Droukdel
Abdelmalek Droukdel (em árabe: عبد المالك درودكال; Meftah, 20 de abril de 1970 - Mali, 3 de junho de 2020), também conhecido por seu nome de guerra como Abu Musab Abdel Wadoud (أبو مصعب عبد الودود ), foi o emir, ou líder, do grupo militante islâmico argelino Al-Qaeda no Magrebe Islâmico (AQIM), anteriormente o Grupo Salafista de Pregação e Combate (GSPC). 

## Infância e educação
Droukdel nasceu em Meftah, Argélia, em 20 de abril de 1970.  Ele ganhou um diploma de bacharel em matemática pela Universidade de Blida antes de ingressar na insurgência em 1996. 

## Guerra do Afeganistão, Guerra Civil da Argélia e GSPC
Droukdel retornou à Argélia após lutar na guerra civil afegã e ingressou no GSPC.  Droukdel foi um líder regional do GSPC por vários anos antes de se tornar o comandante do grupo em 2004, após a morte do então líder Nabil Sahraoui. Seu mentor era Abu Musab Al-Zarqawi. Após o assassinato de Zarqawi em 2006, Droukdel publicou uma declaração em um site e declarou: "Ó infiéis e apóstatas, sua alegria será breve e você chorará por um longo tempo ... todos nós somos Zarqawi". Acredita-se que Droukdel tenha sido responsável pela introdução de atentados suicidas na Argélia.

## Emir da AQIM
Sob a liderança de Droukdel, o GSPC procurou evoluir de uma entidade amplamente doméstica para um ator maior no cenário internacional do terror. Como o novo  líder do GSPC, Droukdel reorganizou o grupo e continuou alvejando civis. Ele foi, no entanto, incapaz de reprimir os rumores entre facções. Em setembro de 2006, foi anunciado que o GSPC havia se unido à Al-Qaeda e, em janeiro de 2007, o grupo mudou oficialmente seu nome para "Organização da Al-Qaeda no Magrebe Islâmico". Droukdel desempenhou um papel significativo nessa fusão.  No entanto, os líderes locais da organização, como Droukdel, começaram a realizar atividades muito mais independentes e se distanciaram da Al-Qaeda no último trimestre de 2012.
Droukdel expulsou Mokhtar Belmokhtar da organização no final de 2012 pelo "comportamento violento" de Belmokhtar. Jornalistas descobriram um documento atribuído a Droukdel e datado de 20 de julho de 2012 em Timbuktu, que criticou os militantes por implementar a lei islâmica muito rapidamente no Mali. Ele acreditava que a destruição de santuários levaria os governos ocidentais a intervir no Mali.

## Designação
Em dezembro de 2007, o Departamento do Tesouro dos Estados Unidos impôs sanções financeiras e congelou os ativos de Abdelmalek Droukdel sob a Ordem Executiva 13224.

## Morte
Em 5 de junho de 2020, o governo francês divulgou que o Droukdel foi morto durante uma operação das forças armadas no norte do Mali dois dias antes.